# 牌楼站
牌楼站是一个成渝线上的铁路车站，位于四川省内江市市中区牌楼街道。目前为三等站，邮政编码为641003。车站客运业务于2010年停办；货运办理整车、零担、集装箱货物发到，设有通往华电四川发电有限公司内江发电厂的专用线。
建于1952年，当时名为内江站；1960年10月更名内江东站，原壕子口站后于1965年更名内江站:346。因绵泸高速铁路三元站定名内江东站，本站于2021年4月30日起更名为牌楼站。